# Sakkos

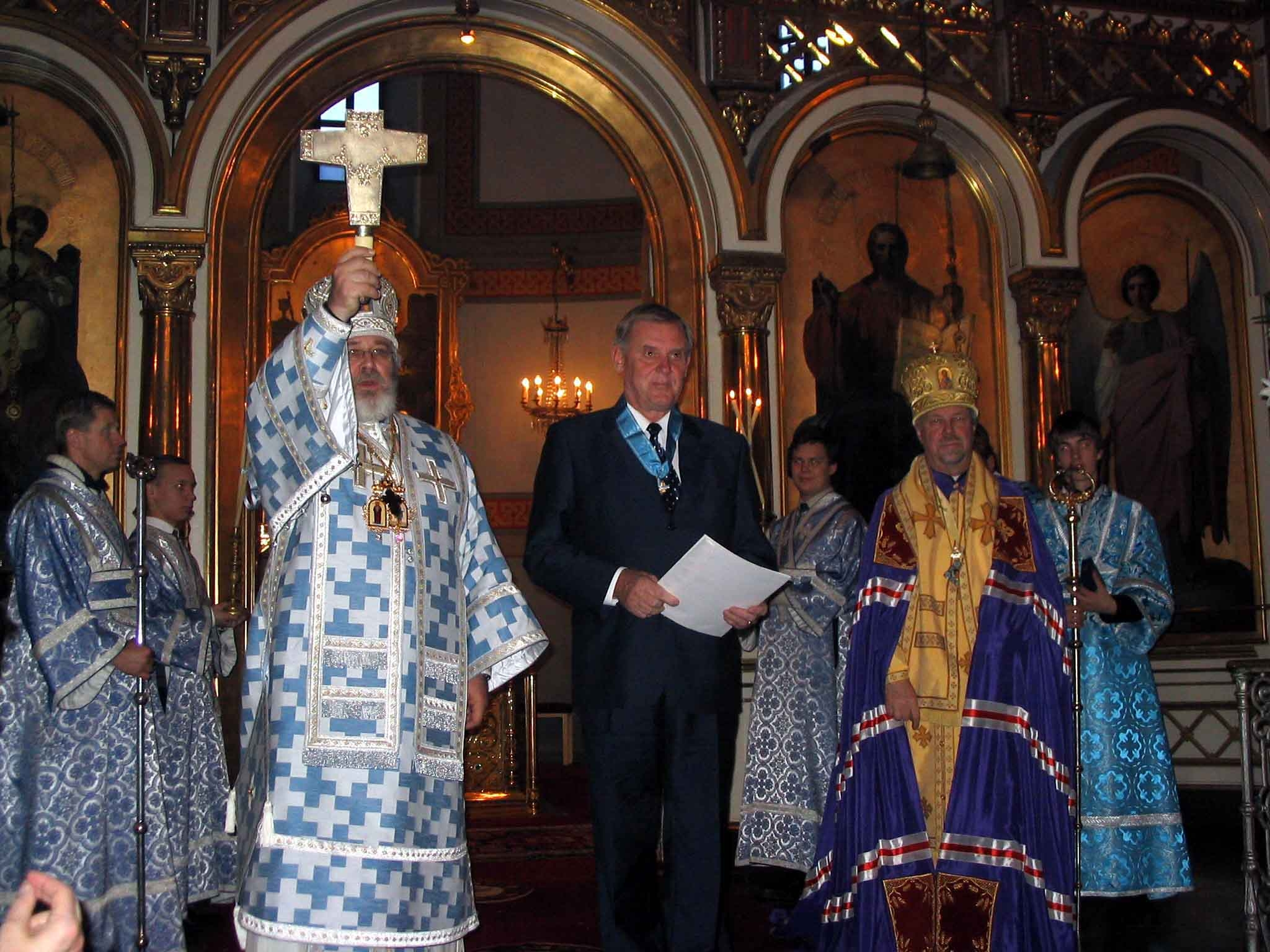
Biskup s žehnacím křížem v sakkosu, biskup vpravo má přes sakkos nasazenou mantii

Sakkos či sakos (řecky: σάκκος) je liturgický oděv ve východním křesťanství, užívaný biskupy během Božské liturgie.
Ekvivalentem v západním křesťanství je ornát.

## Charakteristika
Podobá se západní dalmatice, ale má po každé straně 16 knoflíků a u krku ještě jeden na připnutí omoforu (33 celkem jako počet Kristových let). Navíc má na sobě umístěné rolničky. Na podřízník a epitrachil se obléká samotný sakkos. Pokud je Božská liturgie sloužena knězem, obléká místo sakkosu felon.

## Galerie

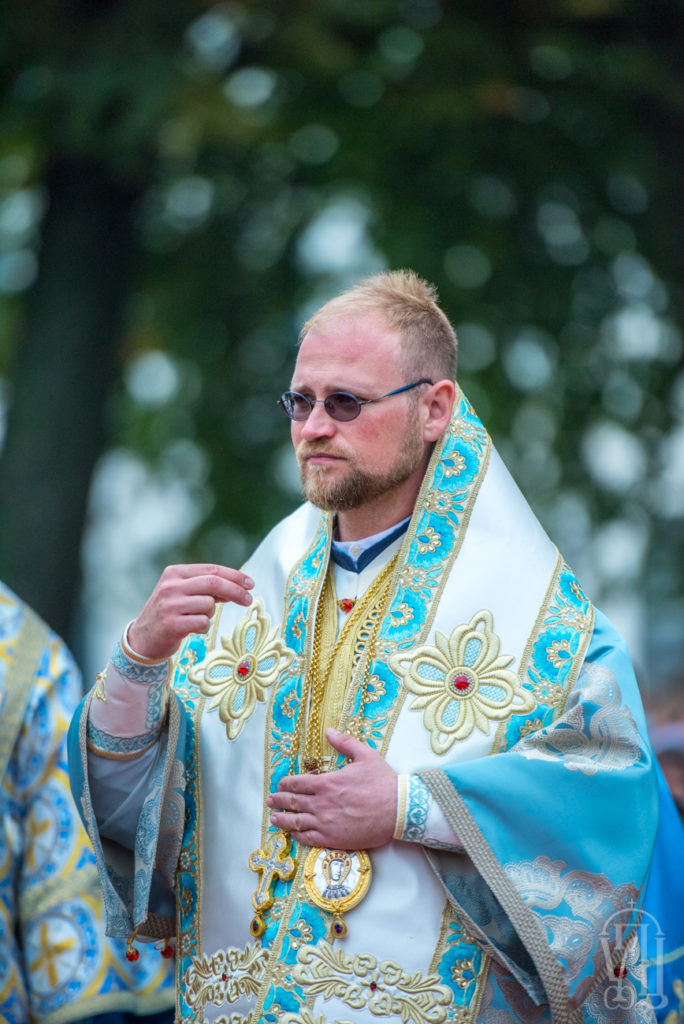
Pravoslavný arcibiskup Juraj v sakkosu s malým omoforem činí znamení kříže
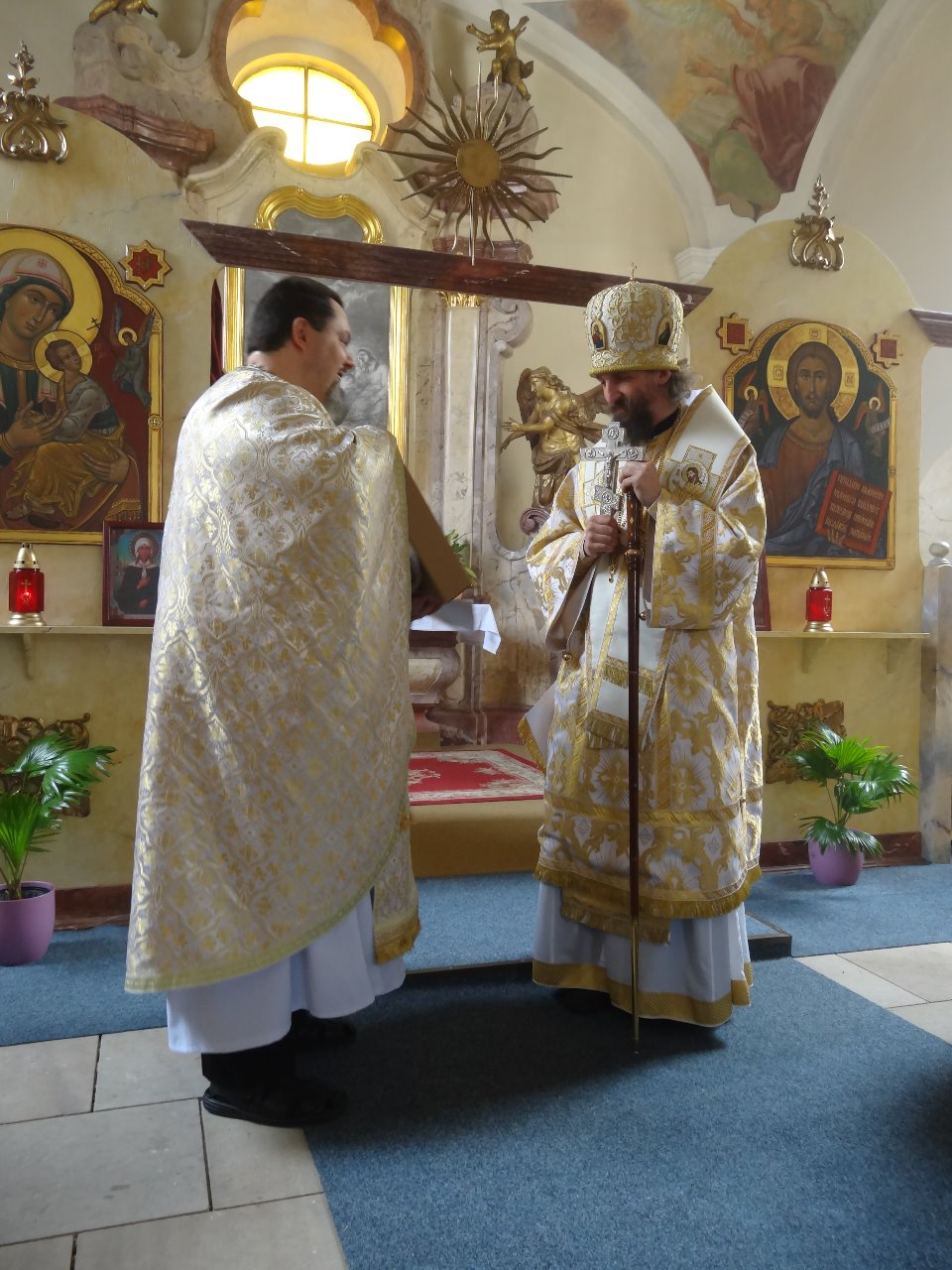
Farář Šantin (vlevo) v kněžském felonionu řeckého stylu, pražský arcibiskup Jáchym v sakkosu s biskupskou mitrou a s žehnacím křížem
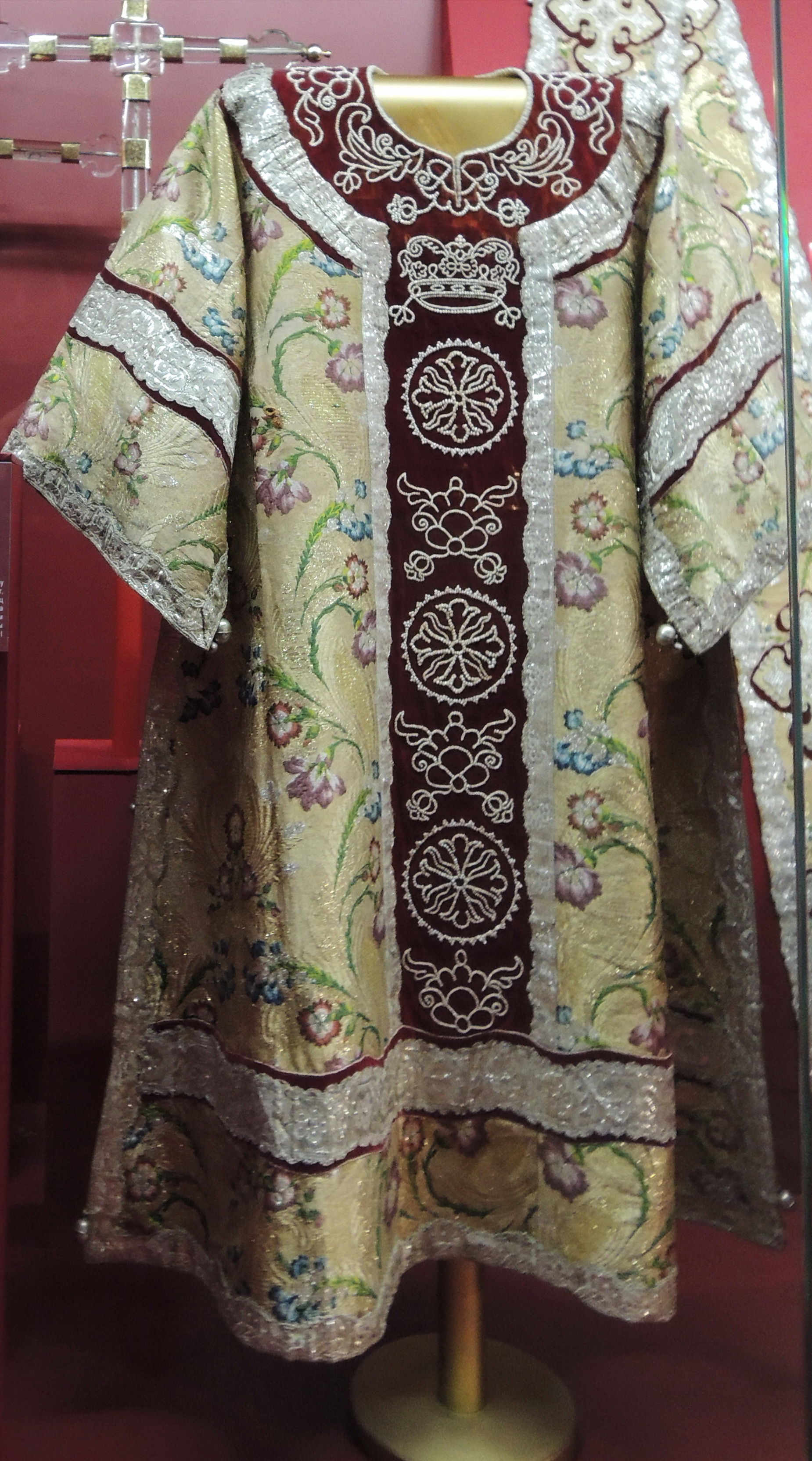
Sakkos